# Joseph Collomb
Pour les articles homonymes, voir Collomb.

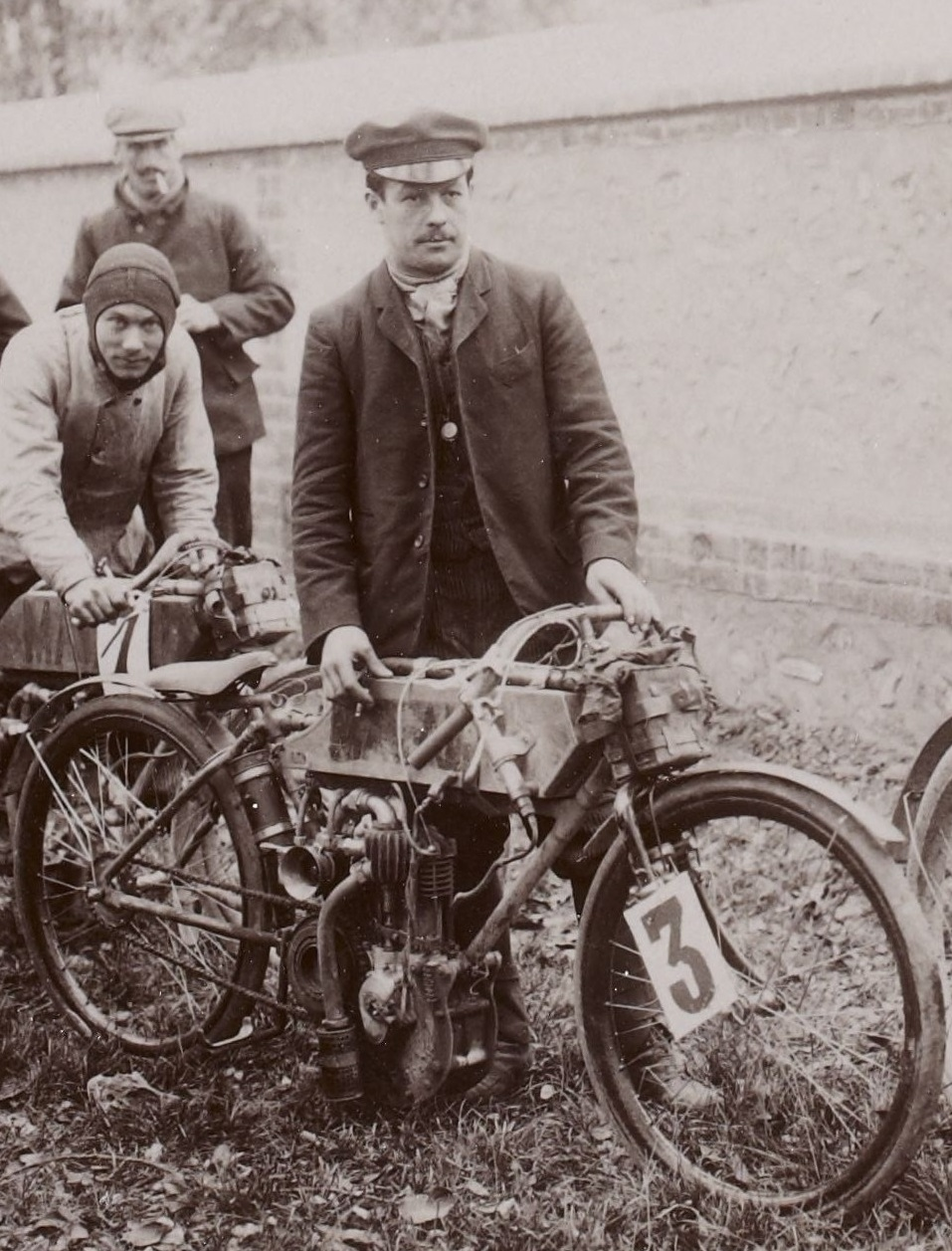
Collomb vainqueur de la catégorie Motocyclettes ⅓ de litre à la côte de Gaillon 1904 sur Magali..

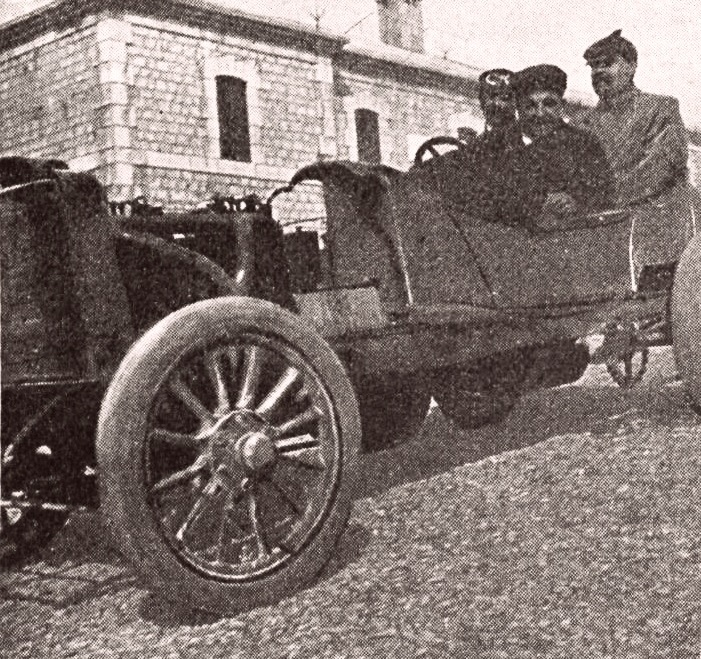
Le photographe Rol à bord de la voiture de Joseph Collomb au Mont Ventoux (peu avant son décès).

Joseph Collomb, né le 7 février 1867 à Belmont, dans l'Ain, et mort le 24 février 1908 à Lyon par suicide, est un pilote automobile français de courses de côtes essentiellement, mais aussi sur circuits.

## Biographie
Joseph Collomb commence par des courses sur bicyclettes et tricycles durant les années 1890, alors qu'il est membre du club Cyclophile lyonnais. En 1890 il est le détenteur du record mondial sur 100 kilomètres, en 3 h 45. Au tournant du siècle, il effectue des courses motocyclistes alors qu'il est concessionnaire des marques Mors, Pilain, et Rochet-Schneider à Lyon ; il remporte ainsi la course de côte de Château-Thierry en 1903, sur motocyclette Peugeot, année où il termine troisième du Grand Prix de la République sur Magali, organisé à la fois au Parc des Princes et au Vélodrome d'Hiver (derrière Marius Thé et Alessandro Anzani).
Sa carrière en compétition automobile se déroule entre 1896 et 1908. Il participe à la course Paris-Marseille-Paris en octobre 1896 sur De Dion trike, qu'il termine cinquième, obtenant la même année le meilleur temps en course lors du Lyon-Lagnieu avec un tricycle.
Le 17 septembre 1905, il se renverse en revenant de la côte du Mont Ventoux à Carpentras, alors qu'il ramène le photographe Marcel Rol dans sa Mors. Collomb et son mécanicien sont légèrement blessés, mais Rol est tué. Celui-ci faisait des prises de vues pour L'Auto et La Vie au grand air, et avait fondé la société Rol, Tresca et Cie.
Dès 1906, délaissant progressivement la compétition, Collomb s'attelle à la construction de l'Orthoptère, un engin volant ainsi nommé du fait de son allure rappelant la classe des insectes du même nom (sauterelles et crickets notamment), qu'il teste en 1907 sur le circuit automobile de Lyon. Il participe également au Grand Prix de l'A.C.F. en 1907 à Dieppe sur Corre La Licorne, terminant seizième de l'épreuve (après avoir servi de mécanicien embarqué en 1906 pour Barriaux sur Vulpes, lors de sa tentative de qualification en 1906 au GP de l'ACF).

## Victoires en courses de côte[6]

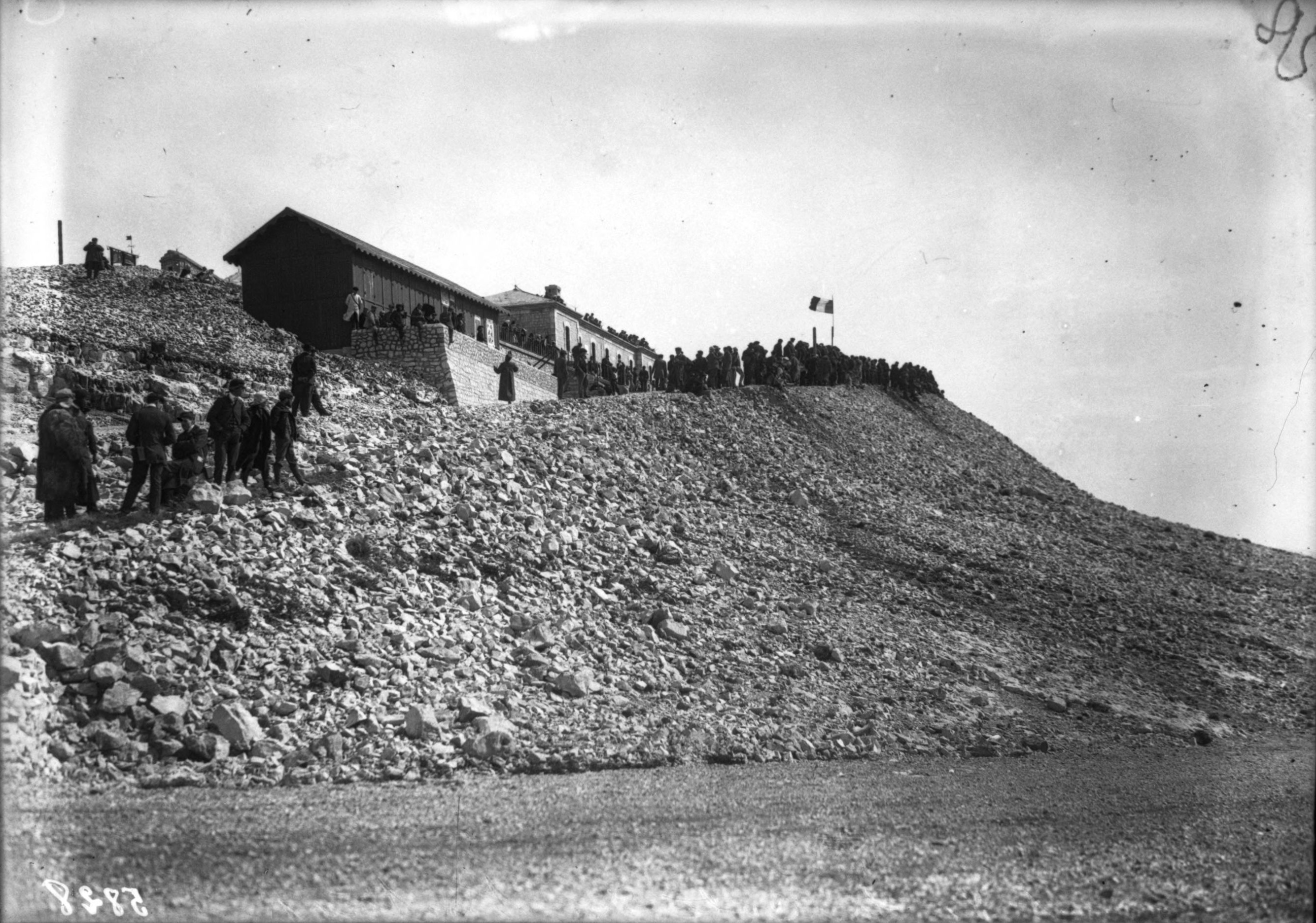
Spectateurs sur le mont Ventoux, en 1906.

- Course de côte du Mont Ventoux : 1906, sur Rochet-Schneider (4e de classe l'année précédente sur Mors, en moins de 1 000 kg) ;
- Course de côte Limonest - Mont Verdun : 1906, sur Mors 120 hp ;
- Course de côte Gex - Col de la Faucille : 1907, sur Pilain 24 hp.

Autres victoires en côtes :
- Côte de Lyon : 1901 sur Otto, puis 1905 sur Mors ;

## Autres victoires
- Coupe Rothschild, en 1905 (14 septembre, cinq kilomètres entre Salon-de-Provence et Arles sur Mors, à 149,76 km/h lors du Meeting de Provence) ;
- Coupe Rothschild en 1906 et kilomètre départ lancé, toujours au Meeting de Salon (sur Rochet-Schneider)[7] ;

## Galerie

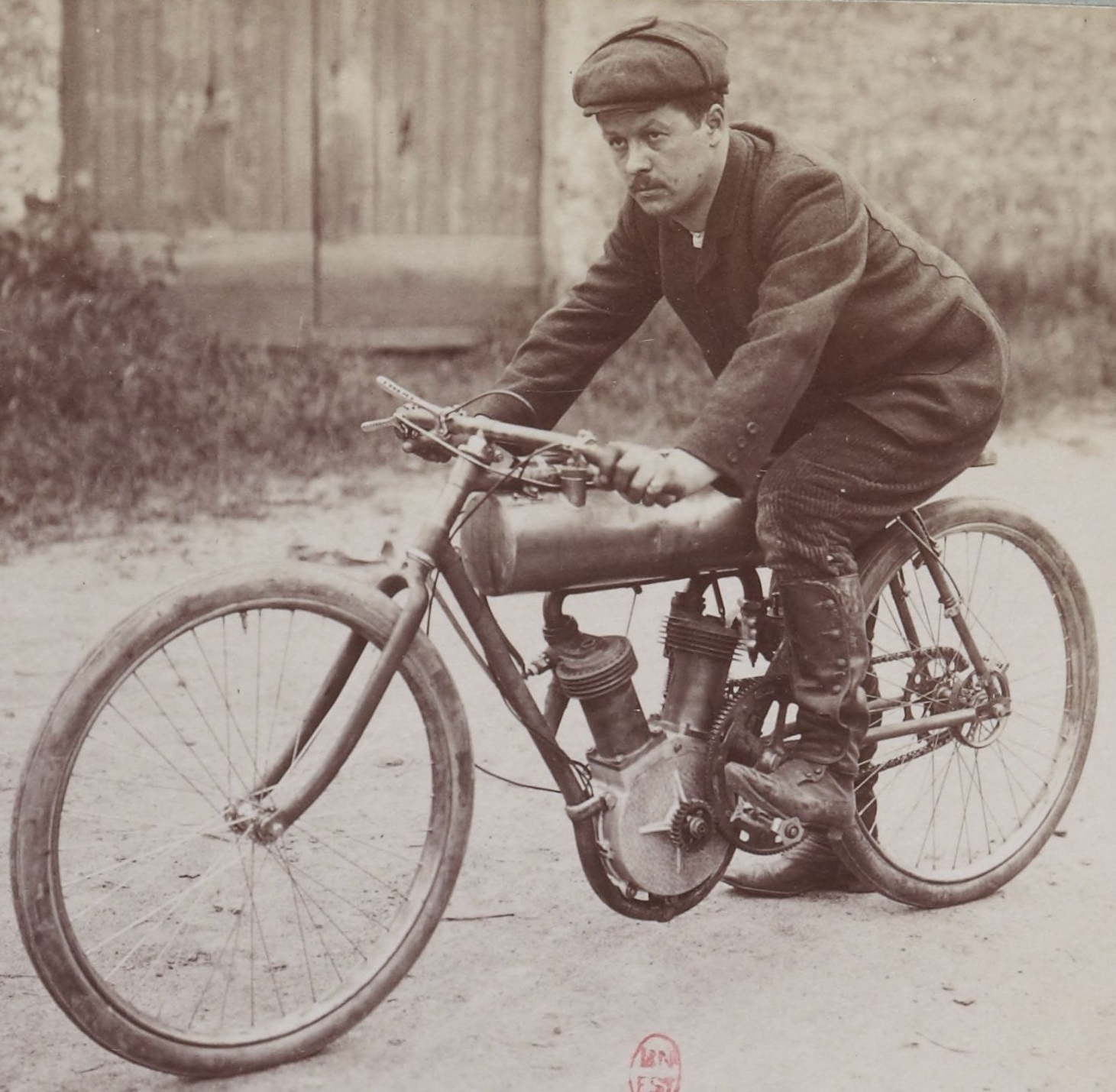
Collomb sur une motocyclette Magali à la Coupe Internationale du Motocyle Club de France, en juin 1905.
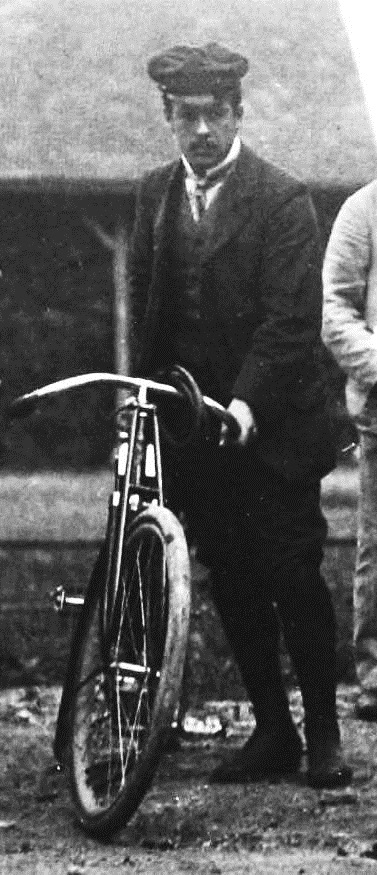
Collomb vainqueur de la côte de Château-Thierry 1903 sur Peugeot.
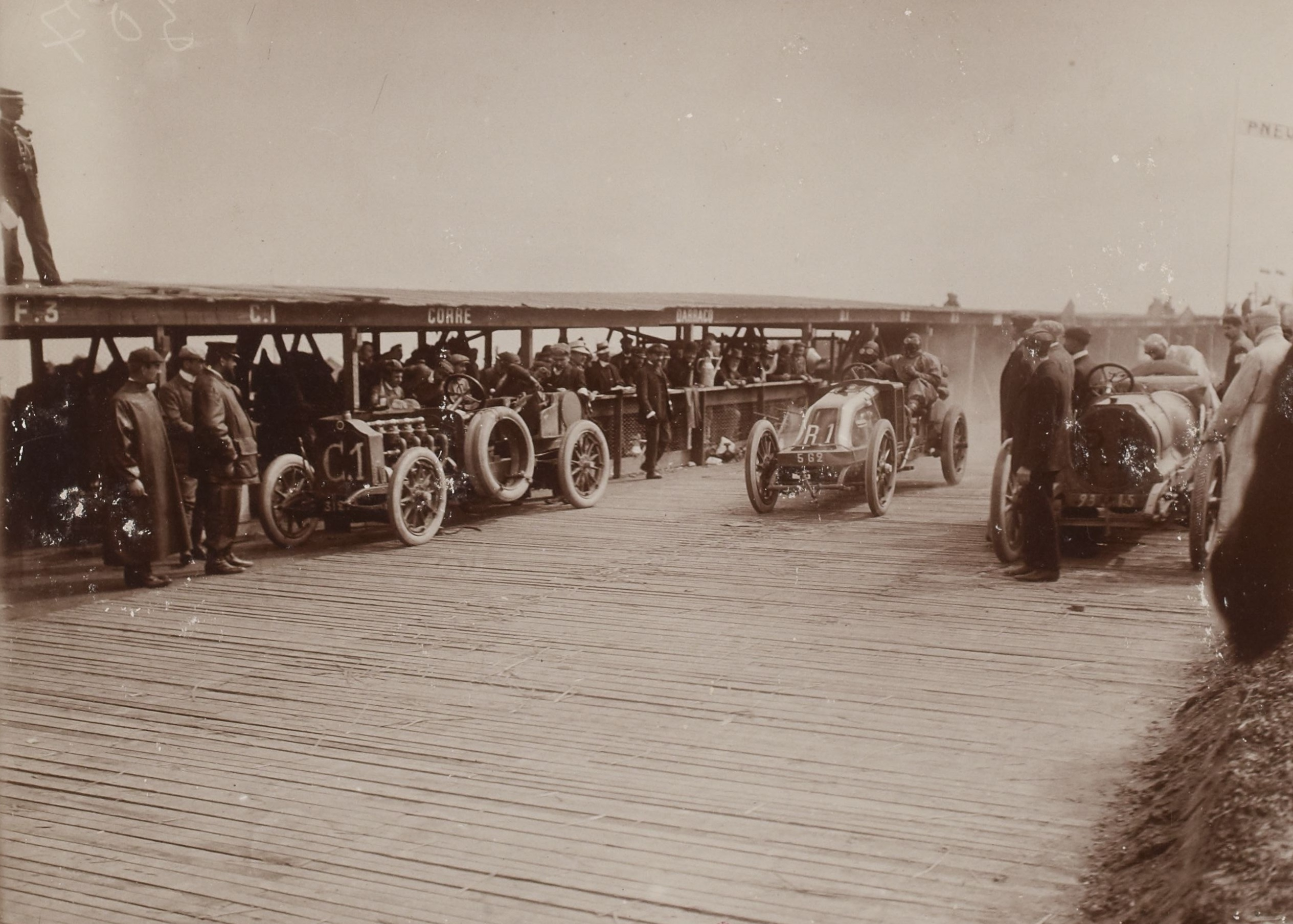
Collomb au GP de France 1907 (C1 Corre, 16e).

## Homonyme
Un homonyme, Joseph Collomb, remporte après le décès de Collomb le Tour de France automobile en 1912, toujours sur Corre La Licorne, puis, après la guerre, la Course de côte de Gaillon en 1920, encore sur Corre La Licorne (catégorie voiturettes de course de cylindrée inférieure à 1 400 cm3), et le premier Grand Prix automobile de Boulogne en 1921, exclusivement disputé pour la catégorie Voiturettes des moins de 1 400 cm3, de même sur Corre La Licorne.

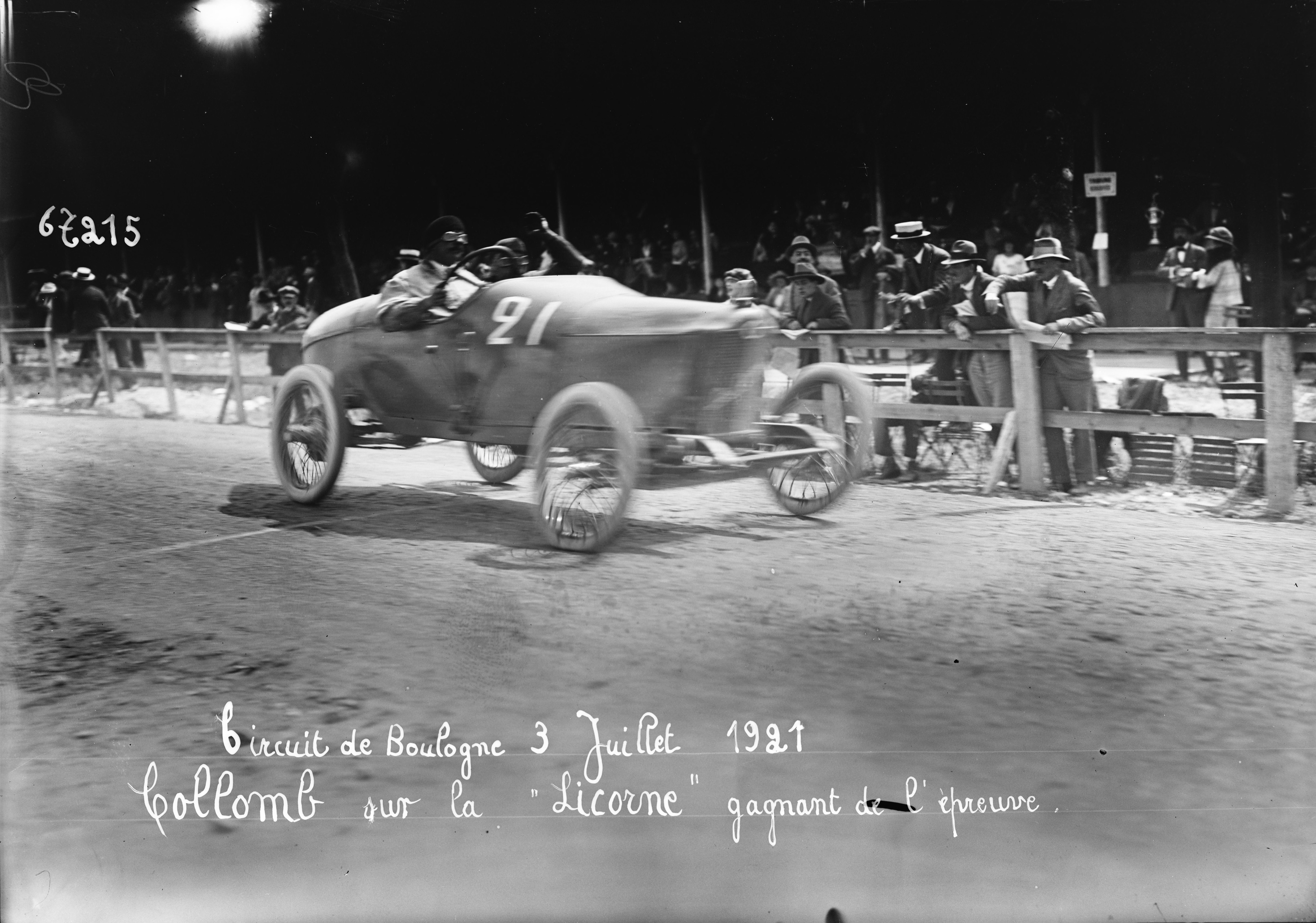
Joseph Collomb à Boulogne en 1921.
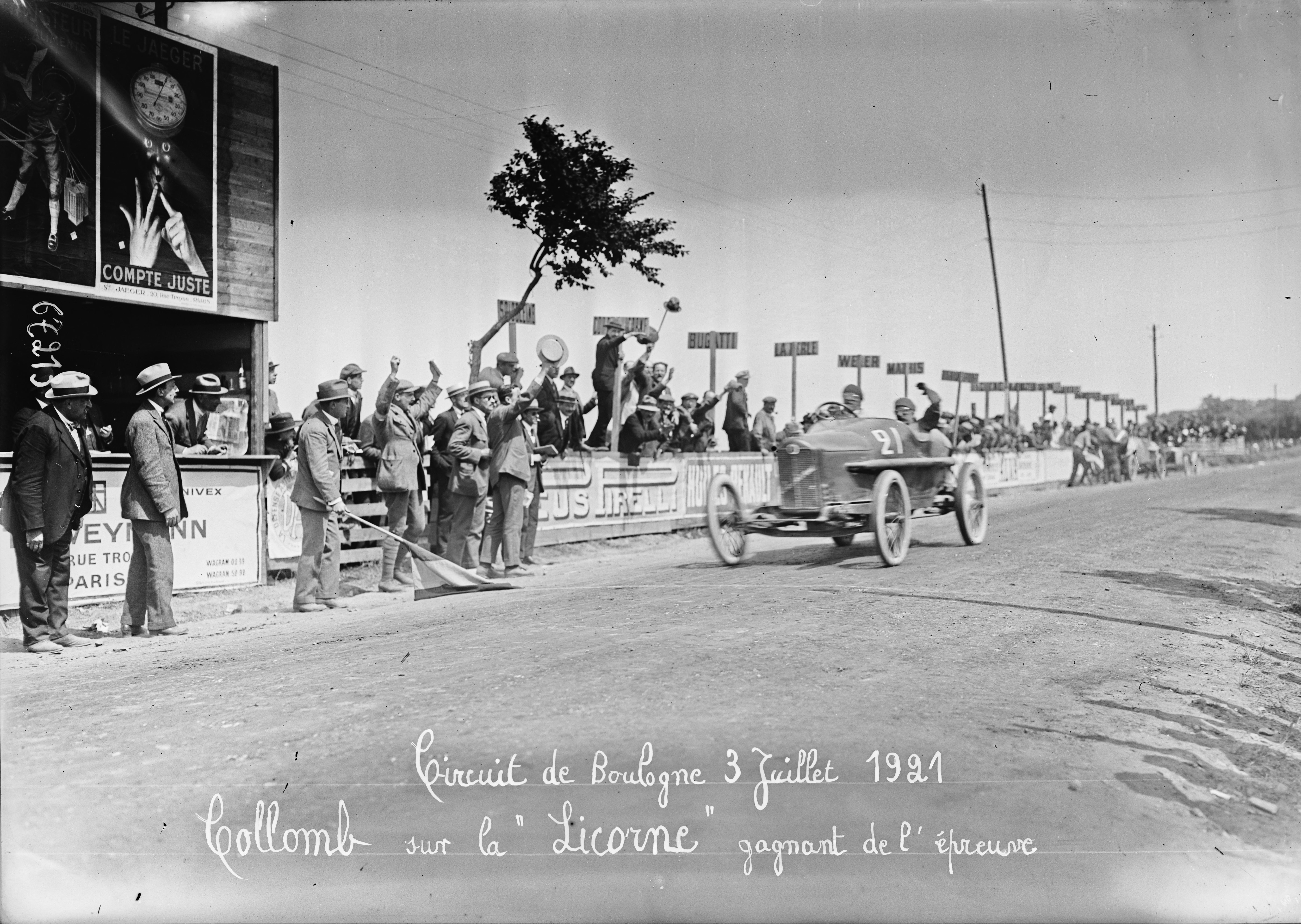
Joseph Collomb, vainqueur...
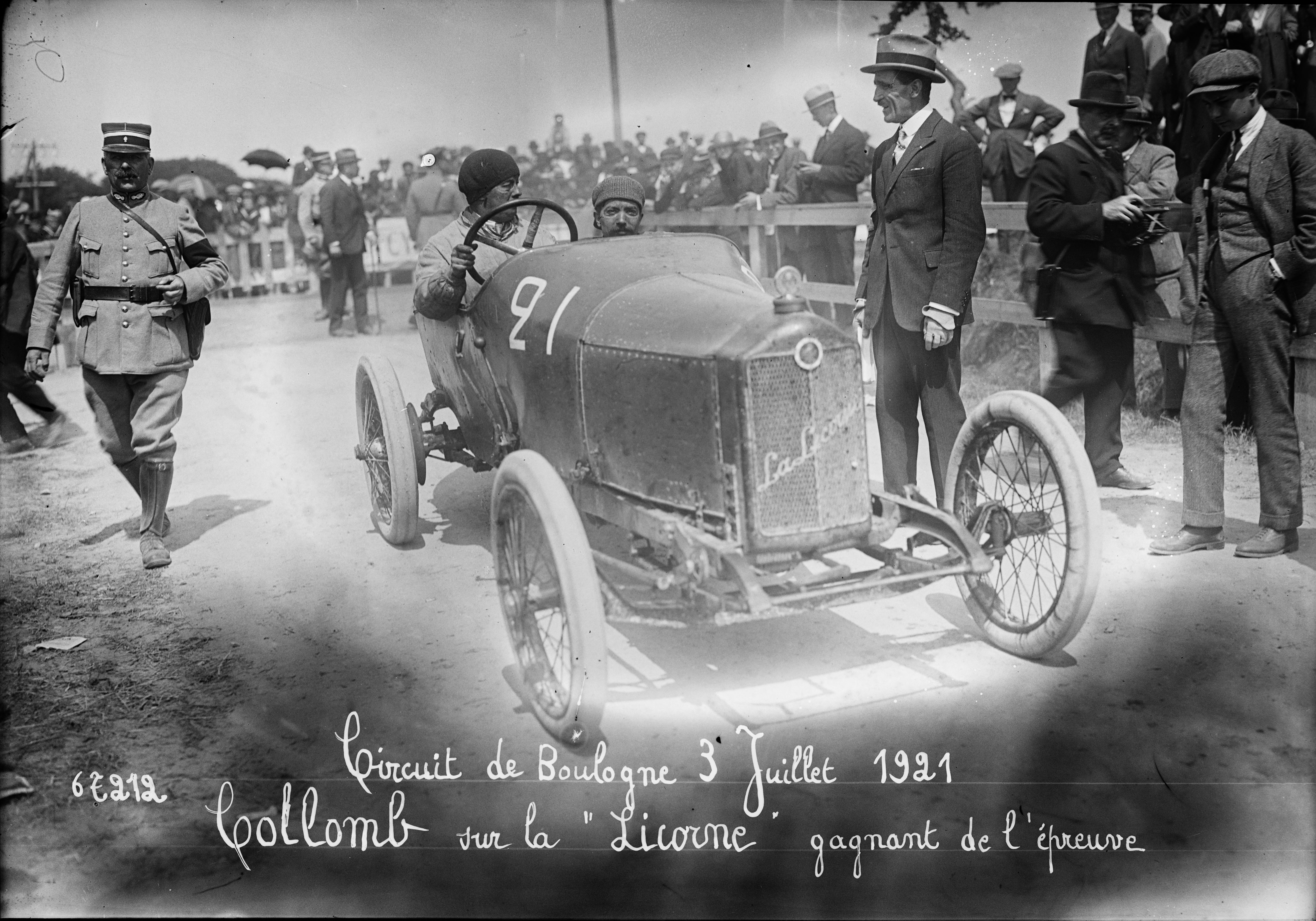
...du Grand Prix de Boulogne 1921 Voiturettes, sur La Licorne.
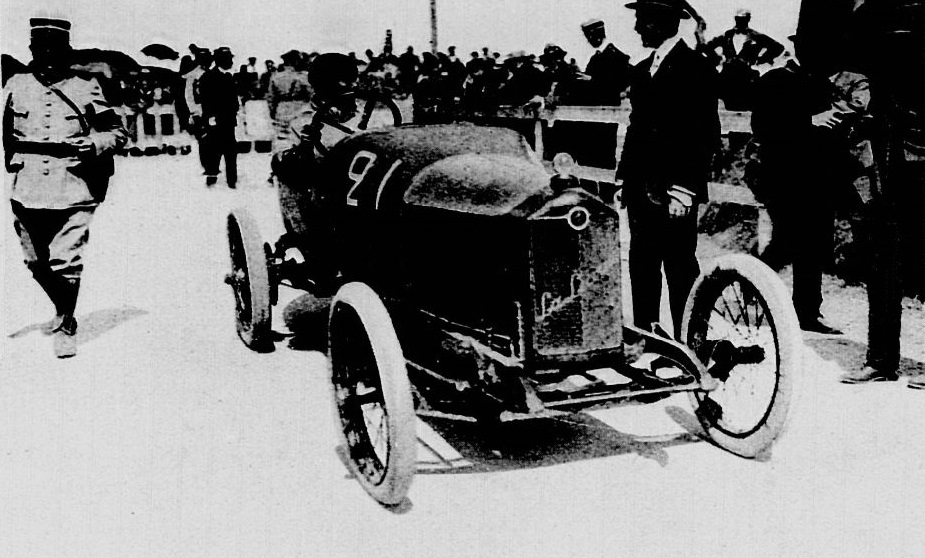
Collomb, vainqueur du Grand Prix des petites voitures sur Corre La Licorne lors de la première Coupe Georges Boillot, en 1921.